# Grevillea viridiflava
Grevillea viridiflava är en tvåhjärtbladig växtart som beskrevs av R.O. Makinson. Grevillea viridiflava ingår i släktet Grevillea och familjen Proteaceae. Inga underarter finns listade i Catalogue of Life.